# Menchettiïta
La menchettiïta és un mineral de la classe dels sulfurs que pertany al grup de la lillianita. Rep el nom en honor de Silvio Menchetti (1937–), professor de mineralogia i cristal·lografia a la Universitat de Florència, per la seva contribució a la sistemàtica de les sulfosals.

## Característiques
La menchettiïta és una sulfosal de fórmula química AgPb2.40Mn1.60Sb₃As₂S₁₂. Va ser aprovada com a espècie vàlida per l'Associació Mineralògica Internacional l'any 2011, sent publicada per primera vegada el 2012. Cristal·litza en el sistema monoclínic. La seva duresa a l'escala de Mohs es troba entre 2,5 i 3. És una espècie relacionada químicament amb l'oyonita, i semblant a la luboržakita.
L'exemplar que va servir per a determinar l'espècie, el que es coneix com a material tipus, es troba conservat a les col·leccions mineralògiques del Museu d'Història Natural de la Universitat de Florència, a Itàlia, amb el número de catàleg: 3109/i.

## Formació i jaciments
Va ser descoberta a la mina Uchucchacua, situada a la província d'Oyon (Regió de Lima, Perú), on es troba en forma de grans de fins a 200 µm de diàmetre, normalment associada a calcita, orpiment i a minerals dels subgrups de la tetraedrita i la tennantita. Aquesta mina peruana és l'únic indret de tot el planeta on ha estat descrita aquesta espècie mineral.